# La Cantera, León
La Cantera är en ort i Mexiko.   Den ligger i kommunen León och delstaten Guanajuato, i den centrala delen av landet, 300 km nordväst om huvudstaden Mexico City. La Cantera ligger 1 861 meter över havet och antalet invånare är 121.
Terrängen runt La Cantera är platt åt sydväst, men åt nordost är den kuperad. Runt La Cantera är det tätbefolkat, med 442 invånare per kvadratkilometer. Närmaste större samhälle är León de los Aldama, 15,6 km väster om La Cantera. Trakten runt La Cantera består till största delen av jordbruksmark.